# Rautpohja
Rautpohja är en vik i Finland.   Den ligger i landskapet Mellersta Finland, i den södra delen av landet, 230 km norr om huvudstaden Helsingfors. Rautpohja ligger vid sjön Tuomiojärvi.